# Chrysoblephus gibbiceps
Chrysoblephus gibbiceps är en fiskart som först beskrevs av Valenciennes, 1830.  Chrysoblephus gibbiceps ingår i släktet Chrysoblephus och familjen havsrudefiskar. Inga underarter finns listade i Catalogue of Life.